# 黄玉彪
黄玉彪，邵东民营企业家。大亚湾广宝实业有限公司董事长、湖南家和建设有限责任公司执行董事长，有“湘军地王”之称。

## 落选事件
2013年黄玉彪在湖南省人大代表选举落败后公开自爆贿选。他称以1000元人民币一票的价格，向300多名有投票权的邵阳市人大代表送礼，一共花了32万。不过，黄玉彪最后还是以20多票之差落败。黄玉彪透露，有一名候选人向每位投票人士加送1000元后，成功当选湖南省人大代表，黄玉彪估计自己是送钱不够才落选。